# کورگ: ۷۰۰۰۰ سال پیش از میلاد
کورگ: ۷۰۰۰۰ سال پیش از میلاد (انگلیسی: Korg: 70,000 B.C.)، مجموعه تلویزیونی ۳۰ دقیقه ای صبح شنبه لایو اکشن ساخته فرد فریبرگر و تهیه کنندگی هانا باربرا است. از ۷ سپتامبر ۱۹۷۴ تا ۳۰ اوت ۱۹۷۵ در شرکت پخش رسانه‌ای آمریکا پخش شد.